# مات أوكونور
مات أوكونور هو لاعب هوكي الجليد كندي، ولد في 14 فبراير 1992 في تورونتو في كندا.

## وصلات خارجية
- مات أوكونور على موقع دوري الهوكي الوطني (الإنجليزية)
- مات أوكونور على موقع EliteProspects.com (الإنجليزية)
- مات أوكونور على موقع Eurohockey.com (الإنجليزية)
- مات أوكونور على موقع HockeyDB.com (الإنجليزية)
- مات أوكونور على موقع Hockey-Reference.com (الإنجليزية)